# مایمی
مایمی (به لاتین: Maymey) یک منطقهٔ مسکونی در افغانستان است که در ولایت بدخشان واقع شده‌است.